# Curuzú Cuatiá
Curuzú Cuatiá è una città della provincia di Corrientes, in Argentina, capoluogo del dipartimento omonimo. 

## Geografia
Curuzú Cuatiá è situata a 312 km a sud del capoluogo provinciale.

## Etimologia
Il toponimo in lingua guaraní significa croce di carta o incrocio di strade.

## Storia
La città fu fondata ufficialmente il 16 novembre 1810 dal generale Manuel Belgrano come Nuestra Señora del Pilar de Curuzú Cuatiá. Nel suo territorio si combatté il 31 marzo 1839 la battaglia di Pago Largo tra l'esercito di Corrientes e le truppe di Entre Ríos, guidate da Pascual Echagüe.
Il 25 settembre 1888 ottenne lo status di città.